# Zoltán Sebescen
Zoltán Sebescen (Ehingen, 1º ottobre 1975) è un ex calciatore tedesco, di ruolo difensore.

## Carriera
Nato da genitori di origini ungheresi, ha giocato come difensore. Cresciuto nello Stuttgarter Kickers, vi ha giocato per cinque stagioni. Tra il 1999 ed il 2001 ha militato nel Wolfsburg; poi è passato al Bayer Leverkusen dove alla sua prima stagione è arrivato a disputare, da titolare, la Finale di UEFA Champions League 2001-2002 persa dai tedeschi 1-2 contro il Real Madrid. A Leverkusen ha concluso la carriera a neppure 30 anni. Complessivamente ha giocato 72 gare in Bundesliga condite da 13 reti. Ha disputato anche una partita con la nazionale tedesca.
Una volta conclusa la carriera di calciatore, ha intrapreso quella di allenatore: dal 2007 è coordinatore delle squadre giovanili dello Stuttgarter Kickers.

## Palmarès

### Club

#### Competizioni nazionali
- Fußball-Regionalliga: 1

Kickers Stoccarda: 1995-1996